# Duque de San Fernando Luis
Duque de San Fernando Luis is een sinds 1816 bestaande Spaanse adellijke titel.

## Geschiedenis
Op 7 februari 1816 werd de titel van hertog van San Fernando Luis gecreëerd door Ferdinand VII van Spanje voor de Franse diplomaat Anne Adrien Pierre de Montmorency-Laval, Frans hertog van Laval (1768-1837), ambassadeur te Madrid. Tegelijkertijd werd aan deze titel de Grandeza de España verleend. De titel ging door rehabilitatie in 1866 vervolgens over naar het geslacht De Lévis-Mirepoix, in welk laatste geslacht de titel zich nog steeds bevindt.
Huidig titeldrager is sinds 10 januari 1985 Antoine de Lévis-Mirepoix (1942), schrijver en landbouwproducent in Frankrijk en in Argentinië; hij is getrouwd geweest met Isabelle prinses de Croÿ (1943) die het familiekasteel van Léran bewoont, een kasteel dat al voor de 14e eeuw tot het bezit van het geslacht Lévis behoorde. Hun zoon Guillaume de Lévis-Mirepoix (1975) is de vermoedelijke opvolger in de titel.